# Diego López Garrido
Diego López Garrido (Madrid, 8 de septiembre de 1947) es un político español. Desde septiembre de 2018 es vicepresidente ejecutivo y director de la Fundación Alternativas. Diputado desde 1993, fue portavoz del grupo parlamentario socialista en el Congreso entre 2006 y 2008, y fue Secretario de Estado para la Unión Europea de España entre abril de 2008 y diciembre de 2011. Es catedrático de Derecho Constitucional en la Universidad de Castilla-La Mancha (en excedencia). Fue miembro de la Convención que, presidida por el expresidente francés Valéry Giscard d'Estaing, elaboró el Tratado Constitucional que está en el origen del Tratado de Lisboa vigente.
En 1989 fue Vicepresidente de la Asociación Pro Derechos Humanos y de la Comisión Española de Ayuda al Refugiado. 
Su experiencia en asuntos internacionales comenzó con su participación como observador en el Tribunal Europeo de los Derechos del Hombre. Participó en el Centro Internacional de Formación y Reciclaje de Educadores de Derechos Humanos, de la Fundación René Cassin, en la sede de la Unesco en París. También realizó varios cursos en las instituciones europeas de Bruselas, y en los institutos alemanes Max Planck de Derecho Internacional de Heidelberg, y en el Max Planck de Derecho Penal de Friburgo.

## Biografía

### Estudios
Estudió en el Colegio Santa María del Pilar de Madrid, y en 1964 inició las carreras de Derecho y Económicas. Se licenció en Derecho por la Universidad Complutense de Madrid en 1969, y al año siguiente, se licenció en Ciencias Empresariales por el ICADE. En el Instituto Internacional de los Derechos del Hombre de Estrasburgo completó su formación académica donde se diplomó en Derecho Internacional y Derecho Comparado de los Derechos del Hombre y en Derecho Humanitario y Derecho de la Guerra.
Fue letrado de las Cortes Generales desde 1975 hasta 1990, siendo testigo del 23-F. De forma paralela, en 1981, se doctoró en Derecho por la Universidad Autónoma de Madrid, con la tesis titulada "La Guardia Civil y los orígenes del Estado centralista" y desde 1990 es catedrático de Derecho Constitucional de la Universidad de Castilla-La Mancha.

### Carrera política
Se incorporó como independiente en la coalición Izquierda Unida (IU) en 1986 y fue miembro de su Presidencia Ejecutiva. Varios años después, junto con otros dirigentes de IU, creó la corriente renovadora Nueva Izquierda, que se convirtió en partido político al escindirse de la coalición, del que fue elegido secretario general. Fue titular de las comisiones de Justicia e Interior, Constitucional y de la UE en el Congreso. 
En junio de 2001, con motivo de la fusión de su partido con el PSOE, López Garrido ocupó un puesto en la Ejecutiva Federal de éste. En 2004, fue nombrado secretario general del Grupo Socialista en el Congreso de los Diputados y elegido portavoz del Grupo Parlamentario Socialista en el Congreso en el año 2006, en sustitución de Alfredo Pérez Rubalcaba, que fue nombrado Ministro de Interior. 
En abril de 2008, López Garrido fue nombrado Secretario de Estado para la Unión Europea de España (siendo sustituido en la portavocía del Congreso por el exministro de Defensa, José Antonio Alonso), y como tal, fue el coordinador de la presidencia española del Consejo de la Unión Europea entre el 1 de enero y el 30 de junio de 2010.
En noviembre de 2009, fue imputado por prevaricación y malversación de caudales públicos a través de una denuncia del Centro Jurídico Tomás Moro; querella que fue archivada un mes más tarde atribuyendo las costas del proceso a la parte demandante.
En diciembre de 2011 dejó el cargo de secretario de Estado para la Unión Europea, siendo sustituido por Íñigo Méndez de Vigo después de que el PP ganara las elecciones del 22 de noviembre y volviese al Gobierno.
En febrero de 2012 fue nombrado portavoz de Defensa del PSOE, en sustitución de Trinidad Jiménez.
El 24 de septiembre de 2018 fue nombrado vicepresidente ejecutivo de la Fundación Alternativas en sustitución de Nicolás Sartorius que renunció tras 20 años en el cargo.

## Familia y aficiones
Es el primogénito de trece hermanos. Habla cuatro idiomas (español, inglés, francés e italiano).
López Garrido es muy aficionado al fútbol: jugó con los juveniles del Real Madrid y en varios equipos de segunda y tercera división, pero dejó el fútbol para prepararse para letrado de las Cortes Generales.
También es un apasionado de la música, en especial de los boleros. Está casado y tiene tres hijos y una hija.

## Condecoraciones
En 1995 recibió la Medalla de la Orden de San Raimundo de Peñafort. En 1996, la Gran Cruz de la Orden del Mérito Civil. En 2008 fue condecorado con la Legión de Honor de la República Francesa. El 2 de junio de 2010, Diego López Garrido recibió la condecoración de Caballero Gran Cruz de la Orden al Mérito, concedida por el presidente de la República Italiana, en esa fecha Giorgio Napolitano. La condecoración, la más alta de las que otorga Italia, reconoce a las personalidades que han destacado por su labor en favor de la democracia y que han contribuido a favorecer las relaciones con este país. 
El 9 de mayo de 2011, coincidiendo con la celebración del Día de Europa, López Garrido recibió la medalla de la Orden al Mérito Constitucional como reconocimiento de quienes han resaltado los valores y los principios recogidos en la Constitución Española. Diego López Garrido recibió esta medalla por su participación en la Convención Europea, encargada de redactar el Tratado Constitucional Europeo, germen del Tratado de Lisboa. 
El 12 de noviembre de 2011, López Garrido recibió la Cruz de la Orden del Mérito Civil del Gobierno de la República de Hungría por su contribución en la Presidencia húngara del Consejo de la UE, país con el que España y Bélgica formaron el Trío de Presidencias.
En el año 2012 recibió la medalla de Comendador de la Orden de la Corona de Bélgica y la de Oficial de la Orden Nacional de la Legión de Honor de la República Francesa.
El 23 de abril de 2025 recibió la medalla que le acredita como Comendador de la Orden de la Legión de Honor francesa, en una ceremonia en la residencia de la embajadora gala, Kareen Rispal. La Legión de Honor es la máxima distinción de Francia, y una de las condecoraciones más antiguas y prestigiosas del país.

## Obra
Libros publicados
- II Informe sobre el Estado de la Unión Europea. Director. Fundación Alternativas (2013)
- Marketing Político 2.0. Colaboración " La Tormenta Perfecta". Editorial Planeta. Madrid (2011)
- La Constitución Europea (2005)
- La Guardia Civil y los orígenes del Estado centralista - edición ampliada - (2004)
- Construyendo la Constitución Europea. Crónica de política de la Convención - junto a Josep Borrell y Carlos Carnero - (2003)
- El urbanismo y los ingenieros técnicos de obras públicas. Ley, planteamiento y competencias profesionales (2002)
- Ser nacionalista - en colaboración con Joseba Arregi - (2000)
- Nuevo derecho constitucional comparado - en coordinación con Marcos Fco. Massó Garrote y Lucio Pegoraro - (2000)
- Crimen internacional y jurisdicción universal - en coordinación con Mercedes García Arán - (2000)
- Crítica y futuro del Estado del bienestar. Reflexiones desde la izquierda (1999) (Colaboración)
- La ingeniería técnica y la arquitectura técnica. La profesión y el reto de Europa (1999)
- 12 visiones de una política de progreso - dirigido por Diego López Garrido - (1998)
- ¿Qué era? ¿Qué es? La izquierda (1997)
- El Código Penal de 1995 y la voluntad del legislador - en colaboración con Mercedes García Arán - (1996)
- El Tratado de Maastricht (1992)
- Código de la Comunidad Europea - vols. I y II - (1992)
- El Derecho de Asilo (1991)
- Tribunal europeo de Derechos Humanos. (1959-83) (1984-87)
- El Tribunal Constitucional. Jurisprudencia sistematizada (1981-1988) (1989)
- La crisis de las telecomunicaciones. El fenómeno desregulador en Estados Unidos, Japón y Europa (1989)
- Código de la CEE - en colaboración con A.J Martínez - (1988)
- Terrorismo, política y derecho. La legislación antiterrorista en España, Reino Unido, República Federal de Alemania, Italia y Francia (1987)
- Antonio Cánovas del Castillo. Discursos parlamentarios (1987)
- El aparato policial en España. Historia, sociología e ideología (1987)
- Derecho Comunitario Europeo - en colaboración con A.J. Martínez e Isabel Hernández - (1986)
- Libertades económicas y derechos fundamentales en el sistema comunitario europeo (1986)
- La Guardia Civil y los orígenes del Estado centralista (1982)
- ¿Qué son unas elecciones libres? (1977)

Artículos y entrevistas
- "La crisis de la avaricia se gestó durante 30 años" (El País. 15/11/2011). Artículo de opinión sobre la gestión, recorrido y soluciones para la crisis de la deuda.
- "El giro fiscal de la izquierda europea" (El País. 05/10/2011). Artículo de opinión sobre la "tercera fase" de reacción ante la crisis y el debate sobre los impuestos para recuperar el crecimiento.
- "EE UU y Europa necesitan una alianza fiscal" (El País. 16/08/2011). Artículo de opinión sobre una estrategia coordinada para la recuperación económica.
- "Política y mercado: la ruptura" (El País. 31/05/2011). Artículo de opinión sobre la relación entre la política y la economía.
- "El mar que Europa necesita" (La Voz de Galicia. 20/05/2011). Artículo de opinión sobre el Día Marítimo Europeo.
- "200 años y ninguna arruga" (La Voz de Cádiz. 16/04/2011). Artículo de opinión sobre el bicentenario de la Constitución de Cádiz.
- "Europa debe ser parte de la solución" (El País. 11/03/2011). Artículo de opinión de Diego López Garrido junto con su homólogo alemán, Werner Hoyer.
- "Seamos realistas: por una Europa menos ingenua ante la mundialización (enlace roto disponible en Internet Archive; véase el historial, la primera versión y la última). (Expansión. 10/02/2011) Tribuna conjunta de Laurent Wauquiez, Ministro encargado de Asuntos Europeos (Francia), Diego López Garrido, Secretario de Estado de Asuntos Europeos (España), Mikolaj Dowgielewicz, Secretario de Estado de Asuntos Europeos (Polonia), Werner Hoyer, Ministro delegado de Asuntos Europeos (Alemania), Pedro Lourtie, Secretario de Estado de Asuntos Europeos (Portugal) y Paolo Romani, Ministro de Desarrollo económico (Italia), publicada por Le Monde, Expansión, Público, Sole 24 Ore, Gazeta Wyborcza.
- "De la estabilidad al crecimiento" (El País. 30/12/2010). Artículo de opinión publicado junto con el Secretario de Estado para los Asuntos Europeos de Portugal, Pedro Lourtie.
- "El Estado de bienestar: vuelta a la fiscalidad" (El País. 04/08/2010). Artículo de opinión sobre el estado de bienestar en la UE.
- "Los españoles pueden sentir orgullo de esta Presidencia" (ABC. 01/07/2010). Entrevista de Gabriel Sanz para el periódico ABC.
- "La coordinación económica debió hacerse hace años, al nacer el euro" (El País. 27/06/2010). Entrevista de Miguel González para el periódico El País.
- "La mayor desilusión ha sido que no haya venido Obama" (La Razón. 27/06/2010). Entrevista de Macarena Gutiérrez para el periódico La Razón.
- "La crisis exige la Unión Económica" (El País. 10/06/2010). Artículo de opinión sobre los avances de la Unión Europea hacia la Unión Económica.
- "La Presidencia de España de la UE encara la situación más difícil de los últimos 50 años" (La Nueva España. 29/05/2010). Entrevista.
- "El ajuste español ha disipado el efecto contagio de Grecia" (El Comercio. 16/05/2010). Entrevista.
- "100 días de Presidencia: el rumbo de la Unión" (El País. 10/04/2010) Artículo de opinión sobre los 100 días de Presidencia española del Consejo de la UE.
- "Nuestro legado será que Europa se refuerce" Archivado el 6 de abril de 2010 en Wayback Machine. (La Vanguardia. 03/04/2010) Entrevista de Beatriz Navarro, corresponsal de La Vanguardia en Bruselas.
- "La Estrategia 2020 y la salida de la crisis" (El País. 11/03/2010) Artículo de opinión sobre la Estrategia "Europa 2020" para la recuperación económica y la creación de empleo de calidad.
- "Los críticos con España quieren menos Europa" (Cinco Días. 08/02/2010) Entrevista de Marcos Ezquerra.
- "España propone la Unión Económica" (El País. 22/01/2010). Artículo de opinión sobre una de las prioridades de la Presidencia española de la UE: la recuperación económica y la creación de empleo de calidad.
- "Europa cambia hoy" (El País. 1/12/2009). Artículo de opinión sobre la entrada en vigor del Tratado de Lisboa.
- "Esta será la Presidencia de la recuperación económica" (ABC. 8/11/2009). Entrevista de María José Alegre.
- "El eje mediterráneo es prioridad absoluta" (enlace roto disponible en Internet Archive; véase el historial, la primera versión y la última). (La Vanguardia. 19/10/2009). Entrevista de Luis Izquierdo.
- Contra la crisis, hemos hecho lo mismo que Europa (El Mundo. 11/10/2009). Entrevista de Ana Romero.
- El voto irlandés da un "sí" político al Tratado de Lisboa (El País. 05/10/2009). Entrevista de Andreu Missé, Corresponsal de El País en Bruselas.
- Larsson y el retorno de las amazonas (El País Babelia. 18/07/2009). Crítica sobre la Trilogía de Millenium, del escritor sueco Stieg Larsson.
- Los dilemas europeos (El País. 05/06/2009. Artículo de opinión sobre las elecciones al Parlamento Europeo que se celebraron el 7 de junio de 2009.